# Geschichte des SignWriting

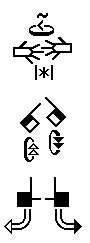
Beispiel: „American Sign Language“ in SignWriting

Die Geschichte von SignWriting (auch als Sutton SignWriting bekannt) als Gebärdenschrift ist mittlerweile schon recht lang und feierte 2024 50. Jubiläum. Ursprünglich wurde sie im Auftrag der Universität Kopenhagen für die Dansk tegnsprog und Solomon Islands Sign Language entwickelt. Standardisiert wurde das Ganze mit Hilfe des 'International Sign Writing Alphabet' (ISWA).

## Vorentwicklungen
Valerie Sutton kennt sich als ehemalige Tänzerin mit Bewegungen aus. 1966, im Alter von 15 Jahren, beginnt sie mit der Entwicklung eines Systems zum Aufschreiben von Bewegungen. Es ging los mit „DanceWriting“. Heute gibt es neben DanceWriting noch 4 andere Bewegungsnotationen von Sutton. In ihrer Gesamtheit werden die Notationen heute als MovementWriting bezeichnet.
SignWriting stammt vom DanceWriting ab. Diese Notation wurde deshalb für Bewegungen entwickelt und folgt nicht den Grundsätzen einer Gebärdensprache. Gleichzeitig erfolgt dadurch keine Bindung an eine bestimmte Ausgangs-Gebärdensprache. Man kann also theoretisch sofort die „Körperbewegung“ der Gebärde mit den immer gleichen Symbolen notieren, ohne ihre Bedeutung oder die zugehörige Gebärdensprache zu kennen. Damit die Notation von SignWriting verständlich bleibt, haben sich (anders als beim DanceWriting) bestimmte linguistisch basierte Konventionen etabliert. 1997 ist SignWriting bereits in 14 Ländern zur geschriebenen Form geworden.
1966 absolvierte Valerie Sutton eine professionelle Ballettausbildung. Für die Aufzeichnung von Ballettschritten entwickelte sie ein Strichmännchensystem für den eigenen Gebrauch.
Mit 19 Jahren zog Sutton nach Kopenhagen um bei Lehrern des Königlichen Dänischen Balletts zu trainieren. Im Zeitraum von 1970 bis 1972 drohten die Choreographien der weltberühmten, historischen Ballettschritte der Bournonville-Schulen mangels Aufzeichnungen in Vergessenheit zu geraten. Sutton nutzte ihr persönliches Tanznotationssystem um das zu verhindern. Es war gleichzeitig der Ausgangspunkt für weitere Optimierungen.
Im Dezember 1973 stellte sie das erste DanceWriting-Lehrbuch vor. Es ist gleichzeitig eine historische Aufzeichnung der ursprünglichen Erfindung des Systems, da diese innerhalb eines Jahres schon wieder überholt war. Im Herbst 1974 gab Sutton Unterricht in DanceWriting beim Königlichen Dänischen Ballett für acht Wochen mit 30 Tänzern auf Einladung des Ballettmeisters Flemming Flindt. Die dänische Zeitung Politiken berichtete am Sonntag, den 2. Juni 1974, im Artikel „HUN SKRIVER DANS“ von Ebbe Mørk über diesen Kurs. Gebärdensprachforscher an der Universität Kopenhagen lasen von dem System und baten um eine Vorführung. Es war der Anstoß für die Entwicklung von SignWriting.

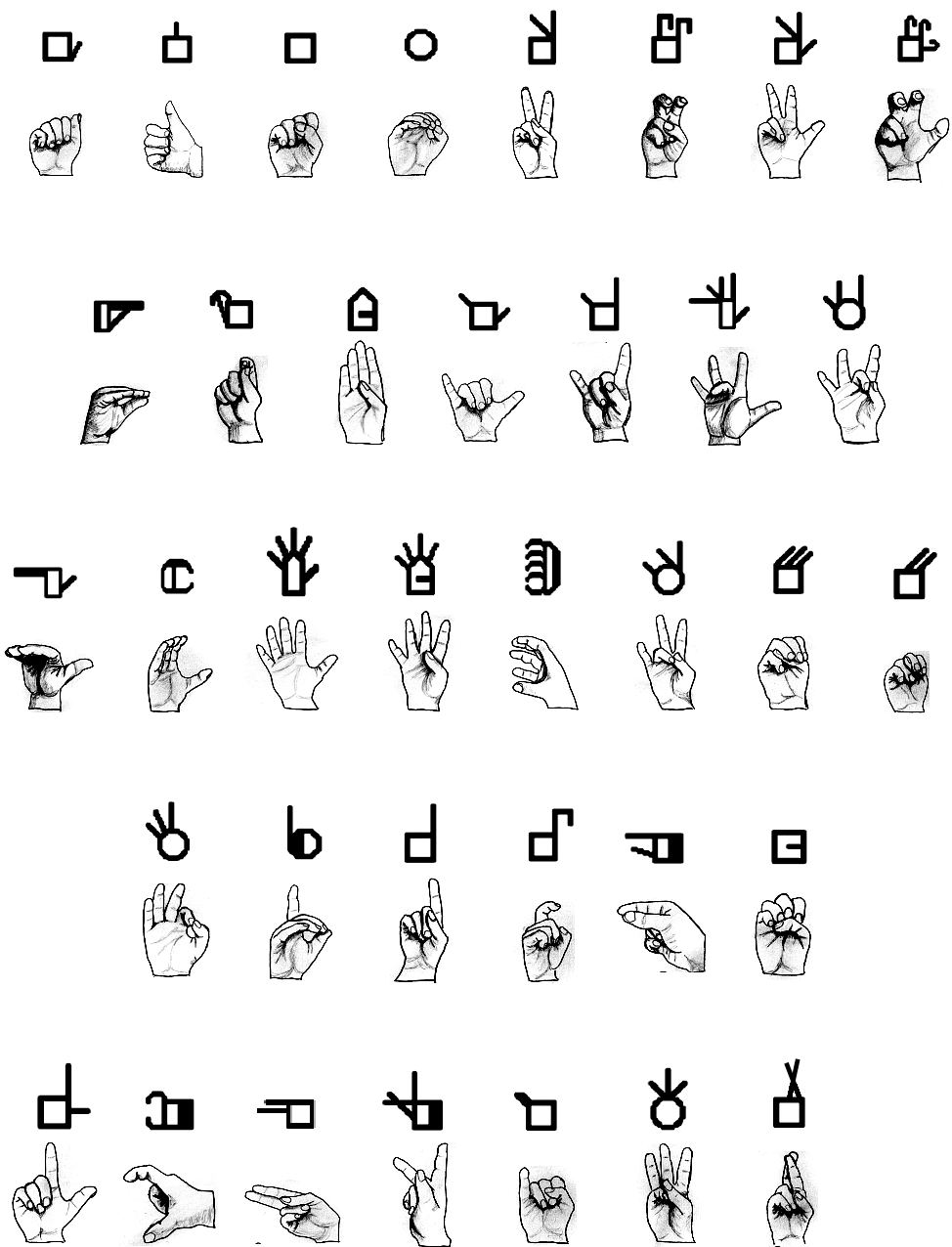
Beispiele äquivalenter Darstellung von isolierten Hand-Formen

## Anfänge in Dänemark und den USA

### Dänemark
Der Zeitungsartikel kam für Lars von der Lieth und sein Forschungsteam um Rolf Kuschel und Jan Enggaard Pedersen des Forschungsteams der Audiologopædisk Forskningsgruppe 1974 gerade richtig. An der Universität Kopenhagen wurde damals nach einer Methode, um Gebärden und Gesten für Forschungszwecke aufzuzeichnen, gesucht. Sie baten deshalb Sutton, die Bewegungen von einem Videoband mit ihrer Notation aufzuzeichnen. Das Ergebnis im Herbst 1974 gab Anlass zur Evaluierung und war der eigentliche Beginn des SignWriting. Die erste Aufzeichnung damals für Gebärdensprachen entsprang im Grunde dem DanceWriting von der Hüfte aufwärts. Im Jahr 2007 sieht SignWriting beispielsweise durch die Verwendung und Verbesserung der Nutzer ganz anders aus.
Rolf Kuschel hatte die Gebärdenzeichen eines einzigen tauben Bewohners einer Insel auf den Salomonen auf Film aufgezeichnet. Eine schriftliche Aufzeichnung war notwendig, um die Sprache dieses Mannes analysieren zu können. Diese Sprache wurde später als Rennellese Sign Language (geographischer Dialekt der Solomon Islands Sign Language) bezeichnet. Die Forschungsgruppe bat Sutton, die auf Film aufgezeichneten Gebärden mit SignWriting-Illustrationen aufzuschreiben. Im Herbst 1975 erschien ein Büchlein mit gezeichneten Gesten und speziellen Gebärden des einzigen gehörlosen Mannes auf der Insel Renell der Provinz Renell und Bellona. Diese Transkription mittels SignWriting dieses tauben „Erfinders“ einer Gebärdensprache kann wohl als die erste Aufzeichnung von Gebärden der Gehörlosen der modernen Zeit angesehen werden.
Das Schriftsystem entwickelte sich immer weiter vom ursprünglichen DanceWriting weg und wurde an die Erfordernisse einer gebärdenbeschreibenden Schrift angepasst. Im Herbst 1976 wurden in einem Büchlein Suttons erste Versuche, die dänische Gebärdensprache in den Jahren 1974, 1975 und 1976 aufzuzeichnen, veröffentlicht. Es wurde dafür jeweils eine Strichmännchenzeichnung mit Schultern, Armen und Händen für jede Bewegung von links nach rechts, Position für Position, benutzt. Auch die Gesten und die Mimik hörender Dänen wurden seitens der durch von der Lieth geleiteten Forschungsgruppe mittels der Symbole von SignWriting erfasst. Jan Enggaard Pedersen veröffentlichte dazu im Frühjahr 1978 die Studie „Hørende Danskeres Gestus-Repertoire“ (Das Gesten-Repertoire der hörenden Dänen).

### USA
Die Jahre 1975 bis 1980 waren Übergangsjahre. Der Schwerpunkt verlagerte sich langsam von der Tanz- zur Gebärdenschrift. Von 1975 bis 1985 war die Tanzschrift eine Voraussetzung für den Abschluss am Boston Conservatory of Music in der Tanzabteilung. Valerie Sutton war von 1975 bis 1979 Dozentin am Konservatorium.
Im Frühjahr 1976 illustrierte Jayne Gunderson das „American Manual Alphabet“ (Fingeralphabet) in SignWriting.
Die frühen Jahre in Boston waren wichtig. 1977 war Judy Shepard-Kegl Doktorandin in Linguistik am Massachusetts Institute of Technology (MIT). Judy war der Idee des Gebärdenschreibens gegenüber aufgeschlossen und organisierte den ersten SignWriting-Workshop im Frühjahr in den Vereinigten Staaten für die New England Sign Language Society (NESLS), der am MIT stattfand. Die Gruppe, die aus Gebärdensprachlinguisten vom MIT, der Northeastern University (Brandeis), der University of Massachusetts und der Boston University bestand, war „eine lebhafte Gruppe“, und die anschließende Debatte brachte wichtige Themen zur Sprache. Dieser erste Workshop beeinflusste das System zum Besseren. Jahre später gründeten Judy und ihr Mann James in Nicaragua Schulen für Gehörlose, in denen sie gehörlosen Kindern mit SignWriting Lesen und Schreiben beibrachten.
1977 war ein Jahr voller „erster Erfahrungen“. Das National Theater of the Deaf war im Sommer die erste Gruppe gehörloser Erwachsener, die in Connecticut für eine Woche Gebärdenschrift lernte. Es entstand auch das Buch „Goldlöckchen und die drei Bären“ in Gebärdenschrift von Betty Beekman. Dieses ist heute ein Klassiker zum Erlernen der Gebärdenschrift.
Sutton präsentierte auch mit „Sutton Movement Shorthand; Writing Tool For Research“ ihr erstes Referat über Gebärdenschrift auf dem National Symposium on Sign Language Research and Teaching in Chicago. Während ihrer Präsentation lud Sutton auch William Stokoe ein, vor der Gruppe zu sprechen.
Im Juli 1978 kommt unter dem Titel „SignWriting, Sutton Movement Shorthand, The Sign Language Key, Key 5“ das erste SignWriting-Lehrbuch mit 8 Stunden Video- und Audio-Anleitung heraus. Es ist auch eine Aufzeichnung, wie das System in den 1970er Jahren geschrieben wurde.
Im Herbst 1979 wurde Sutton dann für sechs Monate Beraterin am National Technical Institute for the Deaf (NTID) in Rochester (New York) und arbeitete mit Frank Caccamise und seinem Team an einer Reihe von Broschüren mit dem Titel „The Technical Signs Manuals“, in denen Symbole aus der Gebärdenschrift zur Illustration verwendet wurden. Sie ist außerdem die Autorin des zweiten Handbuchs, in dem die SignWriting-Symbole gelehrt werden. Seitdem wurden über 10 Handbücher veröffentlicht. Die Bewegungssymbole von SignWriting werden mit lebensechten Illustrationen kombiniert, die technische Gebärden zeigen, die in verschiedenen Berufen verwendet werden. Diese Bücher werden bis heute veröffentlicht.
Zur selben Zeit arbeitet Sutton am „Sutton Speech Writing“. Dieses Büchlein beschreibt und illustriert Suttons Versuche, die detaillierten Bewegungen von Mund, Kiefer und Zunge beim Sprechen aufzuschreiben. Es wurde geschrieben, während Sutton als Berater am NTID tätig war. Audiologen und Sprachtherapeuten am NTID regten das Projekt an. Sutton analysierte detaillierte Videos der Sprachproduktion und entwickelte ein System zur Notierung der Bewegungen. Indirekt hatte dies Einfluss auf SignWriting, da beim Schreiben von Gebärdensprachen einige Bewegungen des Mundes aufgezeichnet werden.
Am 26. Oktober 1980 hält Sutton den Vortrag „A Way To Analyze American Sign Language & Any Other Sign Language Without Translation Into Any Spoken Language“ auf dem National Symposium on Sign Language Research and Teaching in Boston, Massachusetts.
Die ersten Jahre waren auch voller Experimente. Eines Tages erhielt Sutton von einer Schule in Manchester, New Hampshire, die Erlaubnis, eine Stunde lang eine Klasse gehörloser Schüler zu besuchen. Dort schrieb Sutton das Zeichen für „Hallo“ in Gebärdenschrift an die Tafel. Die Schüler errieten es sofort. Sie waren ganz aufgeregt, als sie feststellten, dass sie innerhalb weniger Minuten einfache Gebärden lesen konnten. Sie sprangen auf und begannen, selbst Gebärden an die Tafel zu schreiben. Dann versuchten die anderen Schüler zu erraten, was sie geschrieben hatten und lagen richtig! Diese Kinder waren alle gut im Gebärden, konnten aber nicht unbedingt gut Englisch lesen. Es war eine inspirierende Erfahrung, die seitdem mit anderen Klassen und anderen Lehrern wiederholt wurde.
Von 1974 bis 2019 wurde SignWriting durch die gemeinnützige Organisation Center for Sutton Movement Writing (CSMW) finanziell unterstützt und gefördert.

## Deaf Action Committee for SignWriting
Das Deaf Action Committee for SignWriting (DAC) war ursprünglich dem „Center For Sutton Movement Writing, Inc.“ unterstellt, einer gemeinnützigen Mitgliedsorganisation in den USA, die 1974 in Südkalifornien gegründet wurde. Das Zentrum wurde von Valerie Sutton geleitet.
Das DAC wurde von Lucinda O’Grady Batch gegründet und später von Darline Clark-Gunsauls geleitet. Die Gruppe war von 1988 bis 1998 sehr aktiv. Gehörlose, die die Amerikanische Gebärdensprache (ASL) fließend beherrschen, trafen sich in La Jolla, Kalifornien, um Bücher, Wörterbücher, Videos und Computersoftware zum Thema SignWriting vorzubereiten sowie Vorlesungen und Workshops abzuhalten. Obwohl sich das DAC sich nicht mehr regelmäßig trifft, lebt die Arbeit des DAC weiter. Einige der durch das DAC ermöglichten Veröffentlichungen sind: „The Lessons In SignWriting Video Series“ (Lektionen in Gebärdenschrift), „The Deaf Perspectives on SignWriting Video Series“ (Perspektiven der Gehörlosen auf SignWriting), „The Learn To Read ASL in SignWriting Video Series“ (Lernen Sie ASL-Lesen in SignWriting), „The SignWriting Children’s Stories Video“ (SignWriting-Kindergeschichten), „Goldilocks Workbook and Storybooks“ (Arbeitsbuch und Geschichtenbücher von Goldlöckchen), „Humpty Dumpty in ASL“ und „The American Sign Language-English Dictionary in SignWriting“ (Wörterbuch ASL – Englisch).
Lucinda Batch (geb. Struxness) wurde gehörlos in einer rein gehörlosen Familie geboren. Sie ist ASL-Muttersprachlerin. Aufgewachsen ist sie in einem Internat für Gehörlose in New Jersey. Bis 1990 arbeitete sie in Vollzeitarbeit in der Gebärdensprachforschung am Salk Institute, danach in Teilzeit. Sie unterrichtet auch ASL. Lucinda war 1981 die erste Gehörlose, die für die Arbeit mit Gebärdensprache eingestellt wurde. Sie koordinierte von 1986 bis 1988 mit Valerie Sutton in La Jolla das DAC und wurde von 1988 bis 1995 alleinige DAC-Koordinatorin, wo sie mit gehörlosen DAC-Mitarbeitern zusammenarbeitete. Lucinda führte Gebärdensprache 1995 in der Videoreihe „Lessons In SignWriting“ zusammen mit Kevin Clark vor.
Darline Clark-Gunsauls wurde gehörlos in eine rein gehörlose Familie geboren. Sie wuchs mit ihrem Bruder, Kevin Clark, in der Missouri School for the Deaf (Internat in Fulton, Missouri) auf. Anschließend besuchte Darline die Gallaudet University in Washington, DC, die sie 1995 mit einem Bachelor in Kindesentwicklung abschloss. 1996 wurde Darline Leiterin des DAC und reiste im Sommer desselben Jahres mit James Shepard-Kegl nach Bluefields. Dort brachte sie gehörlosen Schülern das Lesen und Schreiben der nicaraguanischen Gebärdensprache in SignWriting bei. 1997 begann Darline in zwei Funktionen an der UCSD zu arbeiten: ASL-Forschungsassistentin von Dr. Carol Padden im Forschungsprogramm für Sprache und Alphabetisierung und ASL-Lehrerin im Sprachlinguistikprogramm. Darline ist die Autorin der neuen SignWriting Children’s Stories-Reihe, die in amerikanischer Gebärdensprache verfasst ist. Drei Geschichten daraus sind: „Goldlocks and the three Bears“, „Humpty Dumpty“ und „Cinderella“.
Kevin Clark wurde gehörlos in eine rein gehörlose Familie geboren und ist ASL-Muttersprachler. Kevin wuchs mit seiner Schwester Darline Clark zusammen in der Missouri School for the Deaf auf. 1993 schloss er sein Psychologiestudium an der Gallaudet University in Washington DC ab. Seit 1994 arbeitet er Vollzeit am Salk Institute in der Forschung und Teilzeit als Gebärdenschriftlehrer für das DAC. 1995 unterrichtete Kevin Gebärdenschrift in der Videoreihe „Lessons In SignWriting“ mit Lucinda Batch.
David (Dave) Gunsauls stammt aus San Diego und machte 1981 seinen Abschluss an der California School for the Deaf (CSDR) in Riverside. Er studierte am NTID in Rochester. Dave war für 15 Jahre beim United States Postal Service beschäftigt. Außerdem besitzt er sein eigenes Siebdruck- und Druckgeschäft. Dave war auch Herausgeber des SignWriter Newsletters, der auf der Website veröffentlicht wurde. Außerdem ist er Co-Autor von Humpty Dumpty, das in ASL geschrieben ist.
Richard Gleaves ist der Designer und Softwareentwickler des Computerprogramms SignWriter 1.0 - 4.4. In Zusammenarbeit mit Valerie Sutton und dem DAC von 1986 bis 1996 entwickelte Richard die SignWriter-Versionen 1.0 bis 4.3, zunächst für Apple II und später für MS-DOS. Im Jahr 2000 arbeitete Richard wieder mit Valerie Sutton an einer neuen Version von SignWriter, Version 4.4. Zu den neuen Funktionen gehörten der Export in BMP-Dateien und das Drucken in PostScript-Dateien (wodurch es möglich war, SignWriter-Dokumente im PDF-Format mit Adobe Acrobat zu erstellen). Richard lebt in San Diego und ist bildender Künstler sowie Autor und Softwareentwickler. Er hat einen Masterabschluss in Bildungstechnologie von der San Diego State University.

## SignWriting-Zeitung und Publikationen

### SignWriter Newspaper
Von Herbst 1981 bis Sommer 1984 kam die „SignWriter Newspaper“ heraus. Sie war eine vierteljährlich erscheinende Zeitung mit 12 bis 24 Seiten. Es war die erste Zeitung in der Geschichte, die in Gebärdensprache geschrieben wurde. Die meisten Artikel wurden in zwei Sprachen verfasst: Englisch und Amerikanische Gebärdensprache. Dadurch, dass sie in einer regulären, periodischen Publikation genutzt wurde, wurde SignWriting vereinfacht, um den Erfordernissen für eine schnelle und leichte Schreibung gerecht zu werden. Sie wurde kostenlos an Gehörlose in 41 Ländern verteilt. Die heutigen SignWriting-Publikationen wären nicht dieselben, wenn es nicht die Forschung und Entwicklung gegeben hätte, die durch die Veröffentlichung der SignWriter Newspaper geleistet wurde. Die Zeitung hatte historischen Einfluss darauf, wie SignWriting heute geschrieben wird.
Die ersten gehörlosen Journalisten der Zeitung waren Pioniere. Sie waren die erste Gruppe gehörloser Erwachsener, die wirklich in der Lage waren, ihre Muttersprache zu schreiben. Damals galten Gebärdensprachen noch nicht als „geschriebene Sprachen“. Es war eine umstrittene Idee, „Gebärden zu schreiben“, und alle, die für die Zeitung arbeiteten, stießen auf Widerstand gegen dieses Konzept, sowohl bei Gehörlosen als auch bei Hörenden. Neue Ideen brauchen Zeit, um akzeptiert zu werden, und das mussten die Mitarbeiter auf die harte Tour lernen. Aber es gab auch viele starke Befürworter der Gebärdensprache. Die Zeitung war ein Katalysator für die Debatte über die Gebärdensprachkompetenz. Sie war auch ein Katalysator für die Entwicklung einer Methode, Gebärden zu tippen.
1981 gab es noch keine Möglichkeit, SignWriting einzugeben. Jede Ausgabe der Zeitung SignWriter wurde deshalb von Hand mit Tintenstiften geschrieben oder Wachssymbole wurden mit speziell entwickelten „Transferblättern“ manuell auf Papier gedrückt. Es dauerte drei Monate, eine Ausgabe von Hand zu schreiben. Die erste Ausgabe, die im Herbst 1981 erschien, wurde von der Gründerin der Zeitschrift, Nancy Ellen Woo (jetzt Nancy Romero), von Hand geschrieben. Nancy schrieb mehrere Jahre lang jede Ausgabe von Hand. Es war eine ermüdende, mühsame Arbeit.
Lucinda Batch war die erste gehörlose Reporterin, die Artikel in ASL. Ein neuer Beruf namens Gebärdensprachjournalismus entstand damit. Mit dabei waren auch Kevin Struxness, Dennis Schemenauer und Illustrator Frank Allen Paul. Valerie Sutton war Herausgeberin und Meriam Ina Schroeder die stellvertretende Redakteurin. Die leitende Redakteurin Susan Diamond Bucher, hat jeden Artikel zur Gebärdensprache bearbeitet und mit gehörlosen Reportern an der Grammatik der ASL gearbeitet.
Dennis Schemenauer und Illustrator Frank Allen Paul erstellten einen in SignWriting geschriebenen Cartoon-Strip. Vicki Santillanes schrieb eine „Liebe Vicki“-Kolumne in ASL um darin Fragen der Gehörlosengemeinschaft zu beantwortet. Es wurde auch Geschichte geschrieben, als erstmals Artikel in vier Sprachen verfasst wurden: 1. Dänische Gebärdensprache (DTS), 2. ASL, 3. Englisch und 4. Dänisch.
Die Veröffentlichung wurde im Frühjahr/Sommer 1984 mit einem Artikel von Bernard Bragg eingestellt, weil es zu viel Arbeit war, alle Symbole der Zeitung mit der Hand zu schreiben.
1986 änderte das von Richard Gleaves programmierte Computerprogramm SignWriter erneut die Geschichte. Endlich konnte SignWriting getippt werden. Die Veröffentlichung der SignWriter-Zeitung wurde 1989 als SignWriter-Newsletter wieder aufgenommen und per Computer getippt. Seit 1996 wurde der SignWriter Newsletter für lange Zeit regelmäßig im World Wide Web veröffentlicht.
1991-1997 wurde der „SignWriting-Newsletter“ gedruckt und zweimal jährlich an rund 7.000 Personen verschickt. Der Versand wurde nach einiger Zeit eingestellt und der Newsletter wurde zweimal jährlich im World Wide Web veröffentlicht.

### Publikationen
„SignWriting For EveryDay Use“ war seit dem Frühjahr 1981 das wichtigste Nachschlagewerk zu damaliger Zeit für ernsthafte SignWriting-Studenten. Autorin war Valerie Sutton. 1990 wurde dieses Buch durch das neue Lehrbuch „Lessons In SignWriting“ ersetzt.
Die erste Gebärdenschrift-Literaturreihe ging ebenfalls im Frühjahr 1981 an den Start. Diese Literatur war „experimentell“, da es zuvor noch keine Möglichkeit gegeben hatte, die ASL zu lesen und zu schreiben. Im Laufe der Jahre wurden die Autoren immer geschickter darin, ASL richtig aufzuzeichnen. Daher gab es später auch eine zweite Literaturreihe in ASL.
Diese erste Literaturreihe wurde in Signed English oder PSE geschrieben. Sie umfasste 7 Hefte: „How's That Again?“, „Pledge of Allegiance“, „A Poem For Deaf People“, „Ecclesiastis“ (Bibelpassage), „Silent Night“, „Goldilocks & the Three Bears“ und „Cinderella“ (auch im Lehrbuch „SignWriting For Everyday Use“ sowie in einer separaten Broschüre).
„What Is SignWriting?“ im Sommer 1981 war eine vierseitige visuelle Beschreibung der Einsatzmöglichkeiten von SignWriting.
Ab Herbst 1979 wurden die SignWriting-Symbole in einer Reihe von „NTID Technical Signs Manuals“, unter der Leitung von Dr. Frank Caccamise, verwendet. Valerie Sutton war ab dem zweiten Handbuch „NTID Technical Signs Manual Two: Reading Technical Sign Diagrams“ 1982, in dem die SignWriting-Symbole neben dem Lesen technischer Zeichendiagramme vermittelt wurden, die Co-Autorin. Seitdem wurden über 10 Handbücher veröffentlicht. Danach folgten 1982–1991 das „NTID Technical Signs Manual Three: Mathematik“, „NTID Technical Signs Manual Four: Communications“, „NTID Technical Signs Manual Five: Career Education“, „NTID Technical Signs Manual Six: Englisch“, „NTID Technical Signs Manual Seven: Religion“, „NTID Technical Signs Manual Eight: Theater“, „NTID Technical Signs Manual Nine: Social Work“, „NTID Technical Signs Manual Ten: Science“ und „NTID Technical Signs Manual Eleven: Legal“.
Das Textbuch „SignWriting For Research Use“ lehrt 1982 die Entwicklung der Gebärdenschrift an der Universität Kopenhagen in den 1970er Jahren. Die Schrift ist „sehr detailliert“ und auf Forscher ausgerichtet. Tatsächlich hat sich die Gebärdenschrift seitdem so sehr verbessert, dass die heutige Schrift genauso detailliert ist.
Ein Lehrbuch unter dem Titel „SignWriting Shorthand For Sign Language Stenography“ erschien ebenfalls 1982. Es wurden Experimente mit der schnellen Aufzeichnung von Gebärden in Klassenzimmern durchgeführt. Stenografen lernten, wie man schreibt, ohne auf die Hände zu schauen. Seitdem wurde die Stenografie für den Gebrauch als „alltägliche Handschrift“ für jedermann angepasst.
Ein Schulungshandbuch für Pädagogen, die sich zu qualifizierten Gebärdenschriftlehrern ausbilden lassen wollten, erschien 1982 unter dem Titel „SignWriting Basic Teacher's Certification Manual“. Von 1981 bis 1984 erhielten Lehrer nach Abschluss der Schulung dann Zertifikate. Dieses Zertifizierungsprogramm wurde 1984 wieder eingestellt.
In der „Sutton's Sign-Symbol-Sequence“ (SSS) wurde 1983 erstmals Suttons System zum Nachschlagen von SignWriting-Symbolen, die in den SignWriting Dictionaries verwendet wurden, veröffentlicht.
1983 entstand das „SignWriting Card File Dictionary“ als ASL-Wörterbuch auf 3 × 5 Zoll großen Karten. Den Mitgliedern wurden monatlich neue Karten zugeschickt. Dadurch mussten die Schüler lernen, wie man die Zeichen in der richtigen Zeichen-Symbol-Reihenfolge anordnet.
Von 1983 bis 1984 fanden Arbeiten zu SignWriting-Bilingual-Dictionary-Projekt „The Danish Sign Language-American Sign Language, American Sign Language-Danish Sign Language Dictionary“ statt. Wäre dieses Wörterbuch fertiggestellt worden, wäre es historisch gewesen, da das Wörterbuch keine gesprochene Sprache enthielt. Alles war in zwei Sprachen verfasst, DTS und ASL, einschließlich Vorwort und Einleitung. Die Arbeit wurde vom Deaf Center For Total Communication in Kopenhagen in Zusammenarbeit mit Valerie Sutton und ihrem Team in den USA zusammengestellt. Das Projekt wurde unterbrochen, als klar wurde, dass dringend ein Schreibprogramm für SignWriting benötigt wurde. Das gesamte Wörterbuch mit der Hand mit Tintenstiften und Transferblättern zu schreiben, wurde zu viel Arbeit. Das Computerprogramm SignWriter könnte das Wörterbuch jetzt problemlos abtippen, und eines Tages hofft das DAC, mit der nötigen Finanzierung das zweisprachige Wörterbuchprojekt wieder aufnehmen zu können.
In den „SignWriting-Updates“ im April 1984 berichteten gehörlose Amerikaner, die SignWriting aus der „expressiven Perspektive“ schrieben. Diese Regel wurde 1985 fest geregelt.
Bernard Bragg und Valerie Sutton unterrichten im August 1985 Gebärdensprache für Hörende, die die Grundlagen der Gebärdensprache lernen möchten, unter dem Titel „Learn Signing With SignWriting Video & Booklet“.
Im Frühjahr 1986 gibt es bereits vier Arten des SignWriting von Valerie Sutton: Detailed SignWriting, SignWriting Printing, Handwriting (Handschrift) und Shorthand (Kurzschrift).
Von 1987 bis 1988 arbeitete Richard Gleves an der Erstellung des „SignWriter“. „SignBank“ ersetzte dieses Programm nicht.
Im Arbeitsbuch zum Lehrbuch „Lessons In SignWriting“ lernen Schüler seit Februar 1991 ASL zu lesen und zu schreiben, basierend auf den „Signing Naturally“-Videotapes.
Das „Sutton's American Sign Language Dictionary“ wurde im September 1991 von Mitgliedern des Deaf Action Committee mit dem Computerprogramm „SignWriter“ geschrieben. Von 1993 bis 1995 wurde an einer zweiten Auflage gearbeitet.
Seit Sommer 1992 wird die ASL aus der Sicht gehörloser Menschen geschrieben. Dies wird in der Posterpräsentation „Written ASL From Deaf People's Perspective“ von Lucinda O’Grady Batch nochmal verdeutlicht. Präsentiert wurde dies auf einer internationalen Forschungskonferenz zur Gebärdensprachlinguistik an der UCSD in La Jolla.
Ein Video und Broschüre zur „Deaf Perspectives on SignWriting“ ist 1994 verfügbar und besteht aus einem 17-minütigen Video mit vier gehörlosen ASL-Gebärdenden, die ihre Ansichten zu SignWriting diskutieren.
Im Frühjahr 1995 erscheint „Lessons In SignWriting Video Series & Booklets“. Es ist in allen Videoformaten verfügbar und vermittelt die Gebärdenschrift zu Hause oder im Klassenzimmer mit diesen beiden Lehrvideos. Die Videoserien zum SignWriting-Unterricht wurden im US-amerikanischen Kabelfernsehen als Lehrprogramme gezeigt. Zwei gehörlose ASL-Muttersprachler lehrten die Grundlagen der Gebärdenschrift mit englischer Stimme und Untertiteln auf dem Bildschirm. Die Serie umfasst: Video 1 „Einführung in die Gebärdenschrift“ mit 21 Minuten und Video 2 „Grundlagen der Gebärdenschrift“ mit 31 Minuten.
Vom Frühjahr 1996 bis zum Frühjahr 1997 wurde eine SignWriting-Workbook-Reihe erstellt. Sie umfasst fünf Arbeitsbücher, die Schüler dazu anregen sollen, selbst SignWriting zu schreiben. Die Reihe hat die Titel: Short Story Workbook, Cinderella Workbook, Geography Workbook, Marine Workbook, USA Photo Workbook.
Am 7. August 1996 erschien ein Bericht zu „SignWriting In Nicaragua“ von Darline Clark. Darline beschreibt darin ihre Erfahrungen beim Unterrichten von SignWriting für gehörlose Kinder in Nicaragua im Sommer 1996.
Die Erstveröffentlichung der SignWriting-Website im World Wide Web war am 20. September 1996. Von nun an wurde jeden ersten und dritten Montag im Monat spezielle Beiträge mit Demonstrationen geschriebener Gebärdensprachen veröffentlicht.
In „Who Uses SignWriting“ erläuterten 1996/1997 ausführliche Berichte und Abbildungen, wie SignWriting in zehn Ländern verwendet wird.
Seit 1997 wird SignWriting offiziell in Spalten von oben nach unten geschrieben.
1997/1998 erschien dann die zweite SignWriting-Literaturreihe. Die Reihe umfasste: Kindergeschichten in ASL, Gedichte in ASL, Gehörlosenkultur und -geschichte in ASL.
Die „SignWriting Children’s Stories Series“ waren 1997/1998 dann eine spannende neue Sammlung farbenfroher Hefte in Englischer Sprache und ASL. Bekannte Geschichten werden hier mit zahlreichen Farbillustrationen und SignWriting-Symbolen, die die Bewegungen der Gebärdensprache zeigen, lebendig. Sie umfasst: Goldilocks and the three Bears, Cinderella, Snow White und Sleeping Beauty.
„Sutton's American Sign Language Picture Dictionary“, geschrieben in Gebärdenschrift, erschien am 22. September 1997 auf der Website. Diese Erstausgabe war ein „erster Versuch“ eines speziellen Wörterbuchs für gehörlose Kinder. Die Gebärden sind auf der einen Seite geschrieben, die Wörter auf der anderen, mit Bildern dazwischen.
Die 2010 veröffentlichte Version des „International SignWriting Alphabet“ gilt als die umfangreichste und somit als Gegensatz zum IPA. Zur internationalen Verständigung wird sie deshalb gerne eingesetzt.
In zwei Doktorarbeiten wurde die Verwendung von SignWriting in jeweils einer Gebärdensprache untersucht. Maria Galea schrieb über die Verwendung in der Maltese Sign Language. Claudia Savina Bianchini wrote schrieb ihre Doktorarbeit am Beispiel der Italian Sign Language.
Im Jahr 2019 schloss das „Center for Sutton Movement Writing“ den gemeinnützigen Teil der Organisation, da der Fokus mittlerweile in der Spendenaquise lag. Das Center for Sutton Movement Writing ist jetzt eine reine Freiwilligenorganisation ohne finanzielle Mittel.
Im Jahr 2019 startete Steve Slevinski eine Patreon-Kampagne, um seine aktuelle und zukünftige Arbeit mit SignWriting zu unterstützen.
2020 übernahm Steve Slevinski die volle Verantwortung für die Verwaltung und finanzielle Unterstützung der SignWriting-Websites. Valerie Sutton ist trotzdem noch Unterstützerin.
Im Jahr 2021 wurde mit der technischen Modernisierung der SignWriting-Websites begonnen.
Heute wird SignWriting in über 40 Ländern mehr oder weniger erfolgreich eingesetzt. Aus SignWriting sind die Schriftsysteme si5s und ASLwrite hervorgegangen.

## Veränderungen von SignWriting
SignWriting von 1974 bis heute hat sich verändert. Anfangs gab es keine Konventionen. Mit der zunehmenden Nutzung von SignWriting wurde dies aber nötig.

### Ursprung
SignWriting entstand 1974 aus DanceWriting. DanceWriting wird als „Strichmännchenzeichnung“ auf einem fünfzeiligen Notensystem mit Fuß-, Knie-, Hüft-, Schulter- und Kopflinie notiert.
SignWriting von 1974 bis 1980 bestand aus „Detailed SignWriting“ (auch Sign Writing Detailed). Anstelle eines fünfzeiligen Notensystems gab es ein dreizeiliges Notensystem für den Oberkörper aus Kopf-, Schulter- und Hüftlinie. Damit sollte jedes mögliche Detail aufgeschrieben werden. Normalerweise wurde es zu Forschungszwecken transkribiert. Die Gebärden wurden von links nach rechts geschrieben, dem Leser zugewandt (rezeptiver Standpunkt). Die Schulterlinie befand sich auf der Mittellinie des Notensystems. Gesichtskontakt wurde links von der Strichfigur geschrieben. Jedes Gebärde wurde durch eine vertikale Linie getrennt. Jeder Satz wurde mit einer dicken vertikalen Linie begonnen und beendet. Winzige Zahlen zeigten an, welche Finger hervorstanden. Es war später im Verlauf der Weiterentwicklung eine Schrift für die phonetische Transkription in Wörterbüchern und der linguistischen Forschung und hatte damit einen eher speziellen Nutzen.

### Weitere Entwicklung
Von 1980 bis 1986 gab es drei weitere Arten SignWriting zu schreiben. Alle drei weiteren Stile wurden auch rezeptiv und von links nach rechts geschrieben.
Die „Full-Body SignWriting“-Technik (Ganzkörper-SignWriting, auch Sign Writing Printing) der 1980er Jahre stammte aus dem „Detailed SignWriting“ der späten 1970er Jahre. Das dreizeilige Notensystem und die winzigen Zahlen für die Finger wurden verworfen. Jede Handform hatte ein spezielles „Aussehen“. Die Leser merkten sich „die Form“ jeder Handform. Es war eine formelle Schrift zum leichten Lesen für den täglichen Gebrauch.
„SignWriting Handwriting“ (SignWriting-Handschrift) war der Vorläufer von „Stacked SignWriting“ in den 1990er Jahren. Es startete als „Experiment“. Darin wurden die Strichmännchen verworfen. Handsymbole, Bewegungssymbole und Gesichtsausdrücke wurden von links nach rechts geschrieben. Das Strichmännchen-Zeichnen wurde nur gelegentlich für spezielle Rumpfbewegungen oder Kontakt mit den Hüften oder Schultern verwendet. Es war eine informelle Schrift zum schnellen Schreiben von Gebärden für den täglichen Gebrauch.
Die „SignWriting Shorthand“ (SignWriting-Kurzschrift) war eigentlich ein Stenografiesystem, dass auf speziellen stenografischen Tafeln geschrieben wurde. Es wurde mit Bewegungsgeschwindigkeit geschrieben und erforderte eine spezielle Ausbildung. Es gab Pläne, einen neuen Beruf namens „Gebärdensprachenstenografie“ zu etablieren. Diese sollte z. B. Sekretären in der Arbeit unterstützen und hatte daher eher einen speziellen Nutzen.

### Expressive Evolution und Stacked Evolution
SignWriting wurde 1986–1996 ausdrucksstark und übereinander gestapelt.
Die „Expressive Evolution“ (ausdrucksstarke Evolution) begann 1984, als zwei gehörlose Mitarbeiterinnen ihre eigene Sprache aus ihrer eigenen Perspektive anders ausdrücken wollten. Dafür war eine Umstellung des Systems nötig, denn jedes Lehrbuch, jedes Dokument, dass seit über zehn Jahren in SignWriting veröffentlicht wurde, war rezeptiv (aufnehmend, dokumentierend) geschrieben worden. Die Änderung dauerte mehr als vier Jahre. Andere Länder folgten schnell und änderten ihre eigenen Lehrbücher. Die Resonanz auf das ausdrucksstarke Schreiben durch erfahrene Gebärdenschreiber war groß.
Die „Stacked Evolution“ (Entwicklung der gestapelten Zeichen) begann um 1986. Es wurde deutlich, dass sich immer mehr Gehörlose für die Handschrift entschieden, aber anstatt die Symbole in einer Linie von links nach rechts zu schreiben, stapelten sie die Symbole, damit sie wie der natürliche menschliche Körper aussahen. Gesichtsausdrücke wurden oben platziert, die Hände und Bewegungssymbole darunter. Das Stapeln „ahmt“ das Aussehen der Zeichen im wirklichen Leben nach. Dennis Schemenauer setzte sich für eine Etablierung des „Stapeln“ der Symbole ein. „Stacked SignWriting“ begann sich langsam in den späten 1980er Jahren zu entwickeln. Bis 1990 war es der veröffentlichte Standard des DAC, aber das Stapeln erfolgte nur innerhalb jedes Zeichens. Jedes Zeichen war wie eine kleine „gestapelte Einheit“. Die Einheiten wurden dann von links nach rechts auf der Seite platziert.

### Vertical Evolution
1996 bis 1997 erfolgte das Schreiben von SignWriting nach unten. Die „Vertical Evolution“ (vertikale Entwicklung) begann etwa 1994. Die gehörlosen Mitarbeiter äußerten alle ihr Interesse daran, SignWriting in Spalten zu Schreiben. Im Januar 1997 wurde offiziell verkündet, dass in allen DAC-Veröffentlichungen auf vertikales Schreiben umstellen wird.
Antonio Carlos da Rocha Costa war der Erste, der vertikal geschriebene Gebärdenschrift im Vorwort zur brasilianischen Kindergeschichte „Uma Menina Chamada Kauana“ veröffentlichte, die im Januar 1997 erschien. Viele Nutzer schrieben allerdings weiterhin von links nach rechts. Das ist theoretisch in Ordnung, da eine Veränderung nicht sofort stattfinden kann. Die vertikale Schrift wird überall auf der Website verwendet.

### Neuere Entwicklungen
Ab 1997 wurde die SignWriting-Handschrift zur Schreibschrift. Computer haben die „Veröffentlichungsprobleme“ gelöst. 1997 begann sich „Cursive SignWriting“ zu entwickeln. Es stammt aus der alten SignWriting-Kurzschrift, die sich langsam von einem „Stenographiesystem“ für Profis zu einer „Kursivschrift“ für den täglichen Gebrauch wandelt. Genau wie beim Schreiben von Englisch muss man lernen, „Blockbuchstaben zu drucken“, bevor man lernt, kursiv zu schreiben.
Es gibt einige, die weiterhin die alten Schreibweisen bevorzugen. Verschiedene Anwendungen und Schreibweisen sind in Ordnung. Die alten Schreibweisen könnten für kommende Generationen nützlich sein. Die „Full-Body SignWriting“ wird in Dänemark weiterhin verwendet. Im Allgemeinen scheinen hörende Pädagogen, die Strichmännchen für Anfänger nützlich zu finden. Die Mitarbeiter des American DAC waren der festen Überzeugung, dass Strichmännchen nicht notwendig sind.

## International SignWriting Alphabet
Sutton's Sign-Symbol-Sequence (SSS) war 1983 die erste Veröffentlichung, die Suttons System zum Nachschlagen von Zeichen anhand von SignWriting-Symbolen in Gebärdensprachwörterbüchern beschrieb und lehrte.
1995 und 1999 wurde dann angefangen, SSS in einer neuen Sutton's SymbolBank im Computer zu sammeln und zu veröffentlichen. Zuerst waren es 246 Symbole mit Kategorie, Name und einer kurzen Beschreibung in Worten bevor dann eine Zahlenkombination für Symbol, Füllung und Rotation nochmal anders einordnete. 1999 waren bereits 262 Symbole mit dem neuen nummerischen Zusatz Variation erfasst.
Es gab 10 Kategorien von GebärdenSchrift-Symbolen (SignWriting Symbol Categories) bestehend aus 1. Hände/Handformen, 2. Kontakte/Kontaktsymbole, 3. Fingerbewegung(en), 4. Arm- und Handgelenksbewegungen, 5. Bewegungsdynamik/Dynamik von Bewegung, 6. Mimik/Gesichtsausdruck, 7. Kopf und Hals, 8. Schultern und Hüfte(n), 9. Arme und Beine sowie 10. räumliche Beziehungen. Zusätzlich gab es 10 Kategorien zusätzlicher Symbole (Additional Symbol Categories) bestehend aus 11. Füße, 12. Bewegung der Zehen/Zehenbewegungen, 13. Bewegung von Bein und Fußgelenk/Bein- und Fußgelenkbewegungen, 14. Bewegung von Rumpf und Hüfte/Oberkörper- und Hüftbewegungen, 15. Bewegung des ganzen Körpers/Ganzkörperbewegungen, 16. Fortbewegung (traveling movement)/Bewegungen mit Raumgewinn, 17. Gruppenbewegung/Bewegungen des ganzen Körpers, 18. 3D-Symbole, 19. Timing/Symbole für den Zeitverlauf sowie 20. Interpunktion/Satzzeichen. Die 10 Kategorien der zusätzlichen Symbole stammen aus der ursprünglichen Bewegungs- bzw. Tanznotation. Jede Kategorie wird nochmal in Gruppen unterteilt, z. B. 10 Gruppen für Handformen bestehend aus 1. Zeigefinger, 2. Zeige- und Mittelfinger, 3. Daumen sowie Zeige- und Mittelfinger, 4. 4-Finger-Hand, 5. 5-Finger-Hand, 6. kleiner Finger, 7. Ringfinger, 8. Mittelfinger, 9. Zeigefinger und Daumen sowie 10. Daumen. Danach erfolgt nochmal eine Unterteilung in Untergruppen, sodass jedes Symbol der Sutton Symbol Sequence eine bestimmte Kennziffer zusätzlich zu Nummern für Kategorie und Gruppe mit Symbol, Variation, Füllung und Rotation erhielt. Die Füllung 01-03 bezeichnet die Handstellungen parallel zur Wand und 04-06 parallel zum Boden. Die Rotation 01-08 bezeichnet die Rotation der rechten Hand gegen den Uhrzeigersinn und 09-16 bezeichnet die Rotation der linken Hand im Uhrzeigersinn. Variationen sind noch nicht mit einbezogen, sodass generell die Ziffer 01 geschrieben wird.
Die Symbol-Sequenz 2002 bestand nur aus 200 Symbolen. Diese waren erstmals nur in Zahlenkombinationen ohne kurze Beschreibung in Worten und erstmals mit Gruppennummern angeordnet. Es gab 8 Kategorien und unterschiedliche Symbolnummern.
2004 gab es erstmals eine Datenbank im Computer zum Suchen von Symbolen. Es gab auch erstmals eine Anzahl von 50 Symbolgruppen. Gleichzeitig gab es noch eine Umbenennung in International MovementWriting Alphabet (IMWA).
Seit 2008 gibt es nun das International SignWriting Alphabet (ISWA). Damals hatte es 7 Kategorien mit 30 Symbolgruppen.
Die Version von 2010 ist die bisher aktuellste, größte Sammlung mit 7 Kategorien Hände, Bewegungen, Dynamiken, Kopf & Gesicht, Körper, detaillierter Ausführungsort und Interpunktion aus 30 Gruppen. Danach wird zur Übersichtlichkeit noch in kleinere Gruppen eingeteilt.

## Computerprogramm SignWriter
Von 1974 bis 1984 wurde SignWriting mit Tintenstiften von Hand geschrieben. Wie Mönche, die die Bibel mit der Hand schrieben, wurden von 1981 bis 1984 ganze Zeitungen in SignWriting „eingefärbt“.
Dann, im Jahr 1986, spendete Richard Gleaves, ein junger Computerprogrammierer von der UCSD, seine Zeit, um eine Methode zu entwickeln, mit der man Gebärdenschrift am Computer schreiben konnte.
Im Aufsatz von Richard Gleaves und Karen van Hoek im Herbst 1987 ging es dann um „Computers In Sign Language Education“, in dem die Verwendung des Computerprogramms SignWriter zum Sprachunterricht für Gehörlose erörtert wird.
Das „SignWriter // Computer Program“ wurde dann im Februar 1988 für die Apple //e- und //c-Computer zur Verfügung gestellt. Dies war ein historisches kleines Programm, denn es war das erste Mal in der Geschichte, dass SignWriting getippt werden konnte. Es war ein echtes „Textverarbeitungsprogramm“ für Schilder, einschließlich automatischem Zeilenumbruch, Suchen und Ersetzen und anderen Funktionen. In Anbetracht des damals geringen Speicherbedarfs tippte es Schilder überraschend gut. Dies ist auf das hervorragende und saubere Design des Programmierers Richard Gleaves zurückzuführen. Das Tastaturdesign und das Verpackungsdesign stammten von Valerie Sutton. Richard Gleaves schrieb das Referenzhandbuch, das mit dem Programm geliefert wurde. Dies war der Vorläufer des heute verwendeten SignWriter-Computerprogramms.
Im Mai 1988 erschien das SignBank I-Desk Accessory für den Macintosh für „Word-Sign“-Wörterbücher, programmiert von Michael Ogawa. Dieses Schreibtischzubehör, ein kleines „Mini“-Programm für den Macintosh, enthielt ein Speichersystem für Gebärden in einem Wörterbuch sowie speziell entwickelte SignWriting-Schriftarten, die von Valerie Sutton entworfen wurden. SignBank I erstellte „Wort-Gebärden“-Wörterbücher. Es war jedoch kein echtes Schreibprogramm wie das SignWriter-Computerprogramm. In SignBank drehten oder vertauschten die Schriftarten die Symbole nicht. Um die Schriftarten zu verwenden, musste man ein Symbol in ein Malprogramm eingeben und es dann Punkt für Punkt manuell ändern und dann das ganze Gebärden kopieren und in das SignBank-Wörterbuch einfügen. Nachdem es eingefügt war, konnte man das Wörterbuch ausdrucken. SignWriter, der „Zeichenprozessor“, wurde letztendlich häufiger verwendet, weil die Symbole vom Programm bearbeitet werden.
Das SignBank II-Desk Accessory für den Macintosh für „WordSign“-Wörterbücher erschien im November 1988. Dies war ein „Experiment“, um zu sehen, wie der Computer Gebärden anhand der Gebärden-Symbol-Reihenfolge „nachschlagen“ konnte, anstatt Gebärden anhand englischer Wörter nachzuschlagen. Der Benutzer musste wissen, was er tat. Jede Symbolkategorie wurde in einem Kästchen dargestellt. Bevor die Gebärde in das Wörterbuch eingefügt wurde, musste der Benutzer „festlegen“, welche Symbolfolge er beim Nachschlagen der Gebärde im Wörterbuch verwenden wollte. Er klickte auf die Symbole in den Kästchen, um die „Reihenfolge“ festzulegen, und fügte die Gebärde dann in das Wörterbuch ein. SignBank II druckte dann das Wörterbuch in der Gebärden-Symbol-Reihenfolge aus. Dies war ein wichtiges Programm, da es jedem half, verschiedene Probleme zu durchdenken.
Für IBM PC und kompatible Geräte wurde im Frühjahr 1989 „SignWriter PC Computer Program, Version 1.0“ entwickelt. Dieses Programm wurde vom älteren SignWriter // für Apple //e und //c übernommen. Es wurde dann auf dem IBM PC verbessert. Weitere Symbole, ein Dictionary-Manager-Programm, Laserdruck und viele weitere neue Funktionen wurden hinzugefügt.
1993 bis 1995 entsteht zum „Sutton's American Sign Language Dictionary“ auch das „SignWriter Computer Program Package“. Es ist ein Programm zur Verarbeitung von Gebärdensprachen. Mit SignWriter können Gebärdensprachen, Fingeralphabet und gesprochene Sprachen aus vierzehn Ländern durch Umschalten der Ländercodes eingegeben werden. Befehle können auf dem Bildschirm in einer von acht Lautsprachen erscheinen. Fingeralphabetstastaturen und Gebärdensprachenwörterbuchdateien sind für vierzehn Länder verfügbar. SignWriter ist für MS-DOS konzipiert. Es kann auf dem Macintosh mit SoftPC oder VirtualPC verwendet werden und erfordert 640 KB internen Speicher, CGA-, EGA- oder VGA-Grafiken und etwa zwei Megabyte Festplattenspeicher. Dokumente können auf Papier im US-Letter- und A4-Format gedruckt werden. Drei Druckertypen werden unterstützt: Epson-kompatible Nadeldrucker, Hewlett-Packard-kompatible Tintenstrahl- oder Laserdrucker und Postscript-Laserdrucker. Es enthält ein SignWriter-Bedienungsanleitungsheft mit fünf Handbüchern, sieben Disketten und vollständigem technischen Support. Designer und Programmierer war Richard Gleaves. Er war auch der Autor des SignWriter-Referenzhandbuchs.
1996 bekam Richard Gleaves eine Stelle bei einem IT-Unternehmen. Er beschloss, den Staffelstab an andere Programmierer weiterzugeben. Richard Gleaves entwarf und programmierte SignWriter, Versionen 1.0-4.3, zuerst auf dem Apple //e, dann auf dem Apple //c und später wurde es auf IBM-kompatiblen Rechnern auf MS-DOS „portiert“. SignWriter 4.4 wurde im Jahr 2000 programmiert.
Im Juli 1997 entwickelte Richard Gleaves das kleine „Zusatzprogramm“ „ColumnMaker, Zusatzprogramm für das SignWriter-Computerprogramm, v.4.3“, das horizontale Schrift in vertikale Schrift umwandelte. Der Benutzer kann Dateien in beiden Formaten drucken.
Die Welt der Computer veränderte sich und die Software muss sich ändern, um den neuen Technologien gerecht zu werden. Es musste eine neue Version von SignWriter entwickelt werden, welche als Java-Anwendung geschrieben werden sollte. 1997 arbeitete man mit Java-Programmierern bei DTAI Software in San Diego. Die Übertragung von SignWriter von MS-DOS nach Java erwies sich als schwieriger und kostspieliger als erwartet, da es sich nicht um eine „direkte Portierung“ handelte. Ein Großteil des Programms musste neu entwickelt und neu geschrieben werden. Drei Programmierer arbeiteten 1997–1998 an SignWriter 5.0: Rich Kadel, Chris Priebe und Larry Peranich. Aber im Frühjahr 1999 war SignWriter 5.0 in Java immer noch nicht „einsatzbereit“.
Der Programmierer Richard Johnston arbeitete im Sommer 99 viele Stunden daran, eine flexible Benutzeroberfläche zu entwickeln, die ihresgleichen sucht. Benutzer können ihre Menüs nach Belieben in verschiedene gesprochene Sprachen oder Gebärdensprachen ändern oder, wenn sie Sprachen nicht gut beherrschen, auf internationale Symbole umstellen. Das ist wunderbar für Menschen mit geringen Sprachkenntnissen. Lehrer können die Menüs verwenden, um ihren Schülern Sprachen beizubringen – eine sehr einzigartige und andere Idee. SUN Computers, die Entwickler von Java, baten uns, einen Artikel über SignWriter zu schreiben.
Die Programmierung von SignWriter 5.0 im Sommer 1999 wurde durch die Finanzierung mehrerer kalifornischer Stiftungen ermöglicht.
2002 war eine erweiterte Sortierung der SignWriting-Wörterbücher verfügbar.
Die SignPuddle-Wörterbücher und andere SignPuddle-Funktionen einschließlich des SignText Editor-Programms, wurden von Stephen Slevinski entworfen und programmiert und stammen aus seiner ursprünglichen Website namens PUDL (Pittsburgh United for Deaf Literacy), die von 2003 bis 2004 als separate Site im Web war. Im August 2004 wurden die PUDL-Funktionen ein aktiver Teil von SignBank.org. Das SignPuddle Online-Wörterbuch bietet neue Funktionen für SignWriting-Benutzer, darunter die Möglichkeit, Sätze in SignWriting in vertikalen Spalten direkt im Web zu schreiben, von englischen Glossen in SignWriting zu übersetzen, neue Gebärden durch Zeigen und Klicken im Web zu erstellen und E-Mails in SignWriting zu senden.
2004 wird eine Drag-and-Drop-Oberfläche für SignWriting erstellt.
SignWriting erhielt 2006 den ISO-15924-Skriptcode „Sgnw“.
2012 wurde die Spezifikation „Formal SignWriting“ in ASCII (FSW) veröffentlicht.
Der „Sutton SignWriting Block“ wurde 2015 zum Unicode-Standard hinzugefügt.
2017 wurde die Spezifikation SignWriting in Unicode (SWU) veröffentlicht.

## Wichtige Personen
Die Entwicklung einer schriftlichen Form für Gebärdensprachen war keine leichte Aufgabe, und auf dem Weg dorthin gab es einige wichtige Leute. Stellvertretend steht Charles Butler.
Charles Butler arbeitete seit Anfang der 1980er Jahre mit SignWriting. Charles kommunizierte häufig per Computer und diskutierte die Feinheiten der Entwicklung von Möglichkeiten zum Schreiben von SignWriting. Charles stellte uns einen Computerprogrammierer namens Steve Heyl vor, gerade als der Macintosh-Computer herausgekommen war. Steve arbeitete unter Charles‘ Anleitung an einem Apple IIe-Programm für SignWriting. Das Programm wurde letztendlich nicht verwendet. SignWriting wurde Stein für Stein aufgebaut, und diese Arbeit war ein wichtiger Baustein für „den nächsten Schritt“.
Charles reiste auch zu einer Tanznotationskonferenz und zeigte dort SignWriting am Computer. Er gab Kurse an der Towson University in Maryland. Charles entwickelte auch ungewöhnliche und kreative Methoden, um SignWriting zu lehren, wie zum Beispiel das Platzieren von geschriebener ASL auf Tarotkarten.
In den späten 1990er Jahren wurde Charles sehr aktiv auf der SignWriting-E-Mail-Liste und auf der neuen SignWriting-Liste. Sie können seine E-Mail-Nachrichten auf unserer SignWritingSite lesen: 9. Januar 1998 – SignWriting ist KEINE Sprache, 19./23./24. Februar 1998 – Hilfe bei der Forschung/Transkription, 22./28./30. März 1998 – Vergleiche der Zeichennotation/Lernkarten, 8./23. April 1998 – Lerngerät/Lernkarten bzw. Perspektiven zur Gebärdenmalerei und 9. Mai 1998 – Standardisierung von ASL.
Stephen E. Slevinski Jr. ist auf Mathematik spezialisiert und arbeitet seit 2004 mit Valerie Sutton zusammen. Er hat auch ein konzeptionelles Modell erarbeitet, wie SignWriting für den Computergebrauch kodiert werden könnte. Valerie Sutton legte die Anforderungen dar und Slevinski legte einen Entwurf auf der Grundlage von Zeichen und Algorithmen vor. Sie haben gemeinsam die Spezifikationen für das Kodierungsmodell Modern SignWriting ausgearbeitet.
Adam Frost ist ein gehörloser ASL-Muttersprachler. Er schreibt Artikel zum ASL-Wikipedia-Projekt in SignWriting. Er hilft auch Anderen dabei. Ich kann Autoren bei ASL-Übersetzungen, dem Gebärdenskript oder Softwarefragen helfen. Für die meisten seiner Artikel bezieht er sich inhaltlich auf die englische Wikipedia, übersetzt die englischen Artikel in ASL und veröffentlicht die Übersetzung in der ASL-Wikipedia. So haben die Leser die Wahl, die Artikel in ASL oder Englisch zu lesen. Seit 2004 ist er auch im Deaf Action Comitee.

## Symposien
Beim SignWriting Symposium werden Präsentationen zum Thema SignWriting in 4 Kategorien angeboten: Bildung, Literatur, Software und Forschung, präsentiert von Lehrern, Forschern, Softwareentwicklern und Gebärdensprachlern aus der ganzen Welt.
Das SignWriting Symposium wurde erstmals 2005 in Brüssel, Belgien, als Konferenz von SignWriting-Lehrern und -Forschern veranstaltet, die zusammenkamen, um Ideen für die Gehörlosenbildung zu diskutieren.
2014 bis 2016 wurde das Symposium zu einer Online-Veranstaltung und wurde drei Jahre lang live online in Google Hangouts und YouTube übertragen.
Ab 2017 änderte das Symposium sein Format. Es wurde nicht mehr LIVE gestreamt, sondern die Vortragenden erstellten ihre eigene Dokumentation ihrer SignWriting-Projekte und sendeten die Videos, PowerPoints, Abstracts und Dokumente an die Symposiumsleiter Valerie Sutton und Steve Slevinski.

## Andere Länder

### Brasilien
In Brasilien wurde während der Jahresversammlung 2001 der FENEIS für die Verwendung von SignWriting als bevorzugte Methode zur Übertragung der Lingua Brasileira de Sinais in eine schriftliche Form gestimmt. Der Verband empfahl der brasilianischen Regierung nachdrücklich, SignWriting in allen Gehörlosenschulen zu verwenden.
Derzeit wird SignWriting auf akademischer Ebene an der Universidade Federal de Santa Catarina als Teil des brasilianischen Gebärdensprachenlehrplans unterrichtet. SignWriting wird auch im brasilianischen Gebärdensprachenwörterbuch verwendet, das mehr als 3.600 von Gehörlosen in São Paulo verwendete Gebärden enthält und von der Universidade Federal de São Paulo unter der Leitung von Prof. Fernando Capovilla herausgegeben wurde (EJ669813 – Brazilian Sign Language Lexicography and Technology: Dictionary, Digital Encyclopedia, Chereme-based Sign Retrieval, and Quadriplegic Deaf Communication Systems. Abstracted from Educational Resources Information Center).

### Dänemark
SignWriting wurde erstmals 1974 bis 1975 von der Amerikanerin Valerie Sutton an der Universität Kopenhagen im Rahmen eines von Lars von der Lieth geleiteten Forschungsprojekts entwickelt.
Von 1975 bis 1982 lebte und arbeitete Valerie in den Vereinigten Staaten und entwickelte und verbesserte SignWriting.
Dennoch war Dänemark das erste Land, das SignWriting offiziell einführte. Das System wird seit 1982 in der Gehörlosenbildung und -forschung im dänischen Schulsystem eingesetzt.
Britta Hansen, 1982 Direktorin des Deaf Center For Total Communication (KC) in Kopenhagen, war die erste, die SignWriting in der Gehörlosenbildung unterstützte.
Die Linguistin Karen Albertsen und ihre Kollegen am Deaf Center For Total Communication in Kopenhagen haben mit SignWriting ihr eigenes Computerprogramm für den Macintosh entwickelt. Das Programm heißt TegnBank, was auf Dänisch „SignBank“ bedeutet, und ist eine linguistische Datenbank für Wörterbücher mit Gebärden. Karen und andere haben am Computer ein großes dänisches Gebärdenwörterbuch in SignWriting erstellt.

### Deutschland
1999 fand Stefan Wöhrmann den Kontakt zu Valerie Sutton. Er lernte dort die Grundlagen von SignWriting und stellte 2001 eine Mundbildschrift dafür vor. Im Rahmen seiner Lehrtätigkeit nutzte er SignWriting am Landesbildungszentrum in Osnabrück. 2005 stellte er eine Übersetzung des englischen Handbuchs in Deutsch vor.

#### Digitale Unterstützung und Nutzung der Gebärdenschrift in Deutschland
2009 wurde das Projekt „Deutsch lernen mit Gebärden Schrift“ von der Workplace Solutions GmbH (WPS) und der Universität Hamburg mit Förderung durch das Integrationsamt Hamburg und den Europäischen Sozialfonds gestartet. Praktischer Ausgangspunkt dieses Projektes ist die hohe Quote gehörloser Menschen mit geringer Literalität – also sehr defizitärer Lese- und Schreibkompetenz. Experten schätzten diese Quote auf 50 %. Diese hohe Quote Gehörloser mit geringer Schreib-/Lesekompetenz wurde als schwerwiegendes Defizit für die berufliche Integration eingeschätzt. Die Antragsteller entwickelten zu der Bekämpfung dieses Defizits ein Konzept für einen verbesserten, berufsbegleitenden Schriftsprachunterricht für erwachsene gehörlose Menschen. Dieser moderne Schriftsprachunterricht basiert auf der kontrastiven Gegenüberstellung von Deutscher Gebärdensprache und Deutscher Schriftsprache. Hierzu werden z. B. ganze Sätze in DGS, verschriftlicht mittels der Gebärdenschrift, und Deutsch gegenübergestellt. Damit können grammatikalische Strukturunterschiede sichtbar gemacht werden. Der flüchtige Charakter der Gebärdensprache wird mit der Verschriftlichung überwunden. Die Unterrichtserfahrungen mit dieser Methode sind erstaunlich positiv. Gehörlose verstehen wichtige grammatikalische Unterschiede der beiden Sprachen in 60–80 Unterrichtsstunden mit gutem Ergebnis. Dies zeigen jedenfalls die praktischen Erfahrungen mit knapp 250 gehörlosen Kursteilnehmer zwischen 2014 und 2019 in zwei Projekten.
In diesem ersten Projekt „delegs I“ (2009–2011) wurde die erste Fassung des delegs-Editors, nach einer Hospitation bei Stefan Wöhrmann, programmiert. Dieser ist eine Onlineplattform zur Erstellung von Texten in Gebärdenschrift, die kostenfrei nutzbar ist.
Im zweiten Projekt „delegs II“ (2014–2017) wurde die Unterrichtsmethode des kontrastiven DGS-Deutsch-Unterrichts entwickelt und erprobt. Bei der Methode lernen Teilnehmende mithilfe der Gebärdenschrift neue Wörter und Sätze sowohl in DGS (Deutscher Gebärdensprache) und in Deutsch. Die beiden Sprachen werden kontrastiv gegenübergestellt, um Unterschiede, z. B. in der Syntax, aufzuzeigen (siehe Schaubild oben). Ziel ist es, den Wortschatz der Teilnehmenden auf- und auszubauen und ein Sprachbewusstsein für beide Sprachen zu entwickeln. Für den Unterricht wurden insgesamt 378 Lern- und Lehrmaterialien zu den Bereichen Bekleidung, Bauzeichner/Bauwesen, Einzelhandel, Gärtnerei/Landschaftsbau, Gesundheit/Pflege, Hauswirtschaft, Koch/Lebensmittel, Maler, Spedition/Logistik, Tischler/Schreiner, Versicherung, Verwaltung und Zahntechnik erstellt. Für die technische Unterstützung wurde der delegs-Editor weiterentwickelt. Das Projekt wurde von der Fortbildungsakademie der Wirtschaft (FAW), der Universität Hamburg und der WPS durchgeführt.
Gebärdenschrift und digitale Fachgebärdenlexika
Während des dritten Projekts „delegs III“ (2018–2021) fand die Gebärdenschrift auch in der Lexikonarbeit Anwendung. In Kooperation mit dem Max-Planck-Institut für Mikrostrukturphysik in Halle und der WPS wurde das Sign2MINT-Lexikon mit über 5000 Fachgebärden aus den Bereichen Physik, Chemie, Mathematik, Biologie, Medizin, Geologie, Informatik und Astronomie erstellt. Die Fachgebärden wurden mittels der Gebärdenschrift verschriftlicht, wodurch die Funktion einer leistungsstarken GebärdenSuche angeboten werden kann. Wenn Nutzer eine MINT-Fachgebärde kennen oder in einem anderen Kontext gesehen haben, aber den deutschen Fachbegriff nicht kennen bzw. sich unsicher sind, wie er korrekt geschrieben wird, können sie die GebärdenSuche nutzen. Die GebärdenSuche umfasst folgende Suchkomponenten: Handform, Art der Zweihändigkeit (2-Hand), Lokation und Art des Kontaktes (mit anderen Körperteilen) sowie Bewegung. Die GebärdenSuche ist dabei an die Gegebenheiten der DGS angepasst. Sobald Nutzer einen Faktor eingrenzen, werden Gebärden, die diesem Faktor entsprechen, ausgewählt und in einer Ergebnisliste angezeigt. Für die innovative Lexikonarbeit und die GebärdenSuche wurde dem Projektnehmer WPS am 6. April 2022 der Hamburger Innovationspreis verliehen. Dieser würdigt Unternehmen, die sich in herausragender Weise für die Beschäftigung und/oder Ausbildung von Menschen mit Behinderungen einsetzen.
Aktuelle Erweiterung der Gebärdenschriftnutzung
Das Bundesministerium für Arbeit und Soziales fördert seit 2021 bis 2025 erneut ein Projekt zur Förderung der beruflichen Eingliederung gehörloser Menschen durch digitale Hilfen. Es soll das Lexikon Sign4All mit beruflichen Fachgebärden erstellt werden. Das neue erweiterte Fachgebärdenlexikon wird in Zusammenarbeit mit betrieblichen Partnern und Partnern im Berufsbildungssystem erarbeitet. So besteht z. B. mit Airbus Hamburg eine Kooperation für einen Lexikonteil „Luftfahrtindustrie“. Im neuen Lexikon sind ähnlich wie bei Sign2MINT Gebärdenvideos und Verschriftlichungen aller Gebärden enthalten. Auf dieser technischen Basis wird auch die Funktion der GebärdenSuche weiterhin etabliert. Im Rahmen dieses Projekts „Digitale Unterstützung der beruflichen Eingliederung gehörloser Menschen“ (2021–2025) wird auch die Gebärdenschrift modernisiert. Ziel ist es, die Gebärdenschrift moderner und ikonischer zu gestalten, damit sie besser lesbar und von der tauben Gemeinschaft mehr verwendet wird. Außerdem werden die Deutschkurse mit dem kontrastiven DGS-Deutsch-Unterricht von der Fortbildungsakademie der Wissenschaften (FAW) weiterentwickelt. Das Projekt wird von der Firma malt|harms GmbH, der Hochschule für angewandte Wissenschaften Landshut, der IT-Firma Open Mind Software GmbH, Workplace Solutions (WPS) GmbH und der FAW mit Förderung durch das Bundesministerium für Arbeit und Soziales (BMAS) durchgeführt. Das BMAS setzt dafür Mittel des Ausgleichsfonds (§ 161 SGB IX) ein, die von den Arbeitgebern nach § 160 SGB IX zu entrichten sind, die ihre Beschäftigungspflicht nach § 154 SGB IX nicht oder nicht voll erfüllen.

### Nicaragua
1996 wurde in Bluefields, Nicaragua, Sprachgeschichte geschrieben. Aus historischer Sicht ist es äußerst selten, dass eine neu entwickelte Sprache fast gleichzeitig mit ihrer Entstehung „eine geschriebene Form“ erhält.
Vor der nicaraguanischen Revolution im Jahr 1979 lebten Gehörlose in ganz Nicaragua isoliert voneinander. Anfang der 1980er Jahre wurden gehörlose Kinder aus Managua jedoch zum ersten Mal in Gehörlosenschulen eingeschult. 1986 reiste die Linguistin Dr. Judy Shepard-Kegl auf Ersuchen des nicaraguanischen Bildungsministeriums nach Managua, wo sie das Phänomen der Gebärdensprache im Schulsystem untersuchte. Es war offensichtlich, dass die Schüler trotz der offiziellen Philosophie, Lippenlesen statt Gebärdensprache zu lehren, trotzdem manuell miteinander kommunizierten. Judy erkannte, dass sich unter den Gehörlosen in den Schulen eine neue Gebärdensprache entwickelte. Innerhalb weniger Jahre entstand ein komplexes und hochentwickeltes menschliches Sprachsystem. 1996 lebten in Managua und Umgebung über 800 Menschen, die die nicaraguanische Gebärdensprache sprachen.
Managua liegt im urbanisierten Westen Nicaraguas, die Stadt Bluefields jedoch im östlichen Regenwaldgebiet. Dienste für gehörlose Kinder gab es in Bluefields praktisch nicht, bis Judy und ihr Mann James Shepard-Kegl im Sommer 1995 ein intensives Gebärdensprach-Immersionsprogramm mit gehörlosen Lehrern aus Managua koordinierten. Ein zweiter Workshop fand im Januar 1996 statt. Das Projekt heißt „Escuelita (Kleine Schule) de Bluefields“.
Und Gebärdenschrift spielt dabei eine wichtige Rolle. Eine erfahrene Gebärdenschriftlehrerin, Darline Clark Gunsauls, reiste vom 15. Juni bis 17. Juli 1996 nach Nicaragua, um gehörlosen Kindern an der Escuelita de Bluefields Gebärdenschrift beizubringen. Auf den folgenden Seiten finden sich Darlines Lehrerbericht und Fotos.
Im August 1996 kam die BBC aus England in die Escuelita de Bluefields, um die Arbeit der Schüler zu dokumentieren und im britischen Fernsehprogramm „See-Hear“ auszustrahlen.
Im November 1998 wurde in Condega, Nicaragua, eine zweite Schule für gehörlose Kinder namens „Escuelita de Condega“ in dem von Hurrikan Mitch verwüsteten Gebiet gegründet.

### Schweiz
Penny Boyes Braem (Frau von Thüring Bräm) arbeitete ebenfalls mit SignWriting und veröffentlichte dazu einige Schriften.

### Spanien
Etwa im August 1995 beschloss die spanische Linguistin Irma Maria Muños Baell aus Alicante, im Rahmen ihrer Abschlussarbeit an der Universität von Alicante, SignWriting zu verwenden, um Handformen der Spanischen Gebärdensprache (LSE) aufzuzeichnen. Seit 1995 arbeitet Irma Maria eng mit dem DAC zusammen, gibt Ratschläge zu neuen Handformen und übersetzt SignWriting-Handbücher ins Spanische und in die Spanische Gebärdensprache.
Im Januar 1995 kamen Steve und Dianne nach Spanien, um mit einer Untersuchung der Gebärdensprachensituation zu beginnen. Die Parkhursts arbeiten mit dem Summer Institute of Linguistics (SIL) und einer lokalen spanischen Organisation, der Promotora Española de Lingüística (PROEL), zusammen. Ihre erste Aufgabe bestand darin, festzustellen, wie viele Gebärdensprachen es in Spanien gibt und ob es im ganzen Land große dialektische Unterschiede gibt. Dazu lernten sie zunächst neun Monate lang etwas von der Gebärdensprache, wie sie in Madrid verwendet wird. Anschließend reisten sie durch das Land und sammelten Wortlisten und Videoaufnahmen der Gebärdensprache. Sie verglichen Wortlisten aus 18 verschiedenen Städten, um sich ein Bild von den großen dialektischen Unterschieden im Gebärdenlexikon zu machen. Außerdem nutzten sie Videoaufnahmen der Gebärdensprache in sechs Städten, um zu testen, wie gut die Menschen aus jeder dieser Städte die Gebärden aus den anderen Städten verstehen. Als Ergebnis dieser Tests kamen sie zu dem Schluss, dass es in fast jeder größeren Stadt mit einer aktiven Gehörlosengemeinschaft einen eigenen Dialekt der Gebärdensprache gibt. Sie fanden heraus, dass die in den Städten einer Region verwendeten Gebärdensprachen einander ähnlicher sind als den in Städten anderer Regionen des Landes verwendeten Gebärdensprachen. Sie fanden auch heraus, dass sich die in der Region Katalonien verwendete Gebärdensprache stark von den anderen Varianten unterscheidet und sogar als eigenständige Sprache betrachtet werden kann. Neben der Untersuchungsarbeit waren sie an anderen linguistischen Aktivitäten beteiligt. Im Juni 1997 halfen sie einem Gehörlosenverband bei der Organisation der „Ersten Nationalen Konferenz für Gebärdensprachlinguistik“, wo sie sich anderen Linguisten anschlossen, um Gehörlose zu ermutigen, sich mit dem Studium ihrer eigenen Sprache zu beschäftigen. Sie haben auch an mehreren anderen Konferenzen in Spanien und England teilgenommen.
Über 2000 spanische Gebärden aus Madrid wurden 1996 von Steve und Dianne Parkhurst, zwei hörenden amerikanischen Linguisten, die mit dem Summer Institute of Linguistics (SIL international) zusammenarbeiteten, in das spanische Gebärdensprachenwörterbuch des Computerprogramms SignWriter eingegeben. Das Summer Institute ist mit den Wycliffe Bible Translators verbunden. Steve und Dianne waren 1994 die ersten Teilnehmer am mexikanischen Gebärdensprachenprojekt des Summer Institute. Dianne und Steve beschlossen 1995, nach Madrid (Spanien) zu ziehen, um die Spanische Gebärdensprache aufzunehmen. Die Parkhursts informierten Valerie Sutton, die Erfinderin von SignWriting, dass die Spanische Gebärdensprache einige Handformen hatte, die noch nicht in das Computerprogramm SignWriter integriert waren. Also arbeitete Valerie daran, die erforderlichen Handformen in die Software einzufügen, was zwei Monate dauerte. Das Ergebnis war SignWriter, Version 4.3, die im August 1995 fertiggestellt wurde und die Änderungen unterstützte, die zur Aufnahme der Spanischen und Portugiesischen Gebärdensprache erforderlich waren.
Ab 1998 bestand ihr Projekt darin, ein System zum Lesen und Schreiben von Gebärdensprachen namens SignWriting einzuführen und zu fördern. Dieses von Valerie Sutton und dem Deaf Action Committee erfundene und entwickelte System wird in über einem Dutzend Ländern in begrenztem Umfang verwendet. Steve und Dianne haben mit Irma Maria Muñoz Baell zusammengearbeitet, um Materialien ins Spanische zu übersetzen und das System an die Gebärdensprachen Spaniens anzupassen. 1999 lag dann ein Buch mit 4 Lektionen und vielen Übungen zu den verwendeten SignWriting-Symbolen vor um einen Alphabetisierungskurs abhalten zu können. Eine Neubearbeitung dieses Buches mit einer Erweiterung auf 13 Lektionen mit Geschichten fand 2001 bzw. 2007 statt. Dieses Buch eignet sich auch zum Selbststudium ohne Kenntnisse der LSE, da die Symbole sehr bildlich sind. Anders als die Ausgabe für ASL Lessons for SignWriting wird nicht Symbolgruppe für Symbolgruppe nacheinander erklärt, sondern die Symbole werden eher anhand von LSE-Gebärden durcheinander eingeführt. Dem lesenden Gebärdensprachnutzer werden aber sicherlich beim Lesen eigene Beispiele für Gebärden der heimischen Gebärdensprache einfallen. 2008 bzw. 2010 wurde diese Ausgabe für Linguisten so aufbereitet, dass es 12 Lektionen mit einem stärkeren Fokus auf den manuellen Parametern ohne Geschichten gab.
Die Parkhursts waren seit der Kenntnis von SignWriting, mit der Unterstützung von PROEL und RELLS (Revista Espanola de Lingüistica de Lengua de Signos), bestrebt, die Bibel in LSE und Katalanische Gebärdensprache zu übersetzen. 2017 waren schon einige Teile der Bibel fertiggestellt. Diese Arbeit hilft auch bei der Übersetzung in andere Gebärdensprachen.